# 20572 Celemorrow
A 20572 Celemorrow (ideiglenes jelöléssel 1999 RN137) a Naprendszer kisbolygóövében található aszteroida. A LINEAR projekt keretében fedezték fel 1999. szeptember 9-én.